# Sliver (singel)
Sliver är en singel från 1990 av det amerikanska grungebandet Nirvana. "Sliver", som skrevs av Nirvanas sångare Kurt Cobain, lanserades från början inte på något album utan släpptes först i december 1992 på samlingsalbumet Incesticide. Låten hamnade som bäst på plats 19 i USA, men tog sig även in på topplistor i Storbritannien och Irland.
Efter att trumslagaren Chad Channing hade lämnat Nirvana i maj 1990 fick bandet i uppdrag av Jonathan Poneman från Sub Pop att spela in en singel. De samarbetade återigen med producenten Jack Endino, som hade producerat Bleach, och för inspelningen av singeln tog de hjälp av den tillfällige trumslagaren Dan Peters. Den 11 juli 1990 fick Nirvana en timme på sig att spela in "Sliver" i Reciprocal Recording; studion var egentligen bokad av Tad, som motvilligt tog en paus för att låta Nirvana spela in sin låt. Cobain ansåg att den tidspressade inspelningssession ledde till att "Sliver" spelades in på ett simpelt, rått och spontant sätt, vilket passade låtens naivitet.
Musikvideon regisserades av Kevin Kerslake och spelades in i mars 1993, i syfte att marknadsföra Incesticide. Musikvideon spelades in i källaren till Cobains hus i Seattle och Kerslake hade inget filmteam att tillgå utan fick spela in musikvideon själv med hjälp av en Super 8-kamera. Recensionerna av "Sliver" var främst positiva och flera recensenter listade låten på topp 10 över de bästa Nirvana-låtarna någonsin.

## Bakgrund och inspelning

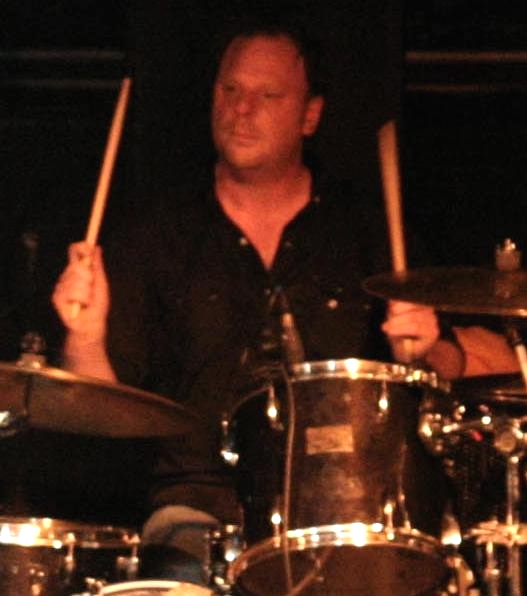
"Sliver" spelades in i juli 1990 tillsammans med den tillfälliga trumslagaren Dan Peters.

Under våren 1990 hade Kurt Cobain, Krist Novoselic och Chad Channing kommit överens om att Channing skulle lämna Nirvana eftersom det hade uppstått konflikter inom bandet. Innan Nirvana hade hittat en permanent trumslagare som kunde ersätta Channing fick de uppdraget av Jonathan Poneman från Sub Pop att lansera en ny singel. Poneman ringde upp producenten Jack Endino och bad honom om att få Nirvana att snabbt spela in en ny låt under tiden de var i Seattle.
Den 11 juli 1990 befann sig Cobain, Novoselic och den tillfälliga trumslagaren Dan Peters i studion Reciprocal Recording för att spela in "Sliver". Endino var samma dag mitt uppe i en inspelningssession med Tad och Poneman hade frågat Endino om inte Nirvana kunde få använda sig av Tads instrument när de spelade in singeln. Tad Doyle från Tad var missnöjd med detta beslut och han påpekade att det var de som hade bokat studion och inte Nirvana. Endino övertygade Tad att ta en paus och låta Nirvana spela in sin låt under en timmes tid; Nirvana hann med två tagningar under den timme de fick tillgång till studion. Cobain återvände till Reciprocal Recording den 24 juli samma år för att slutföra sången till låten. Cobain ansåg att det faktum att "Sliver" spelades in på ett simpelt, rått och spontant sätt perfekt kompletterade låtens naivitet och han har sagt att Nirvana inte skulle kunna återskapa låtens känsla om de försökte spela in den igen.
En akustisk demoversion av "Sliver" spelades in av Cobain under 1990 i Olympia, Washington och denna version släpptes senare på samlingsboxen With the Lights Out och samlingsalbumet Sliver: The Best of the Box.

## Komposition och låttext
Cobain skrev klart låttexten till "Sliver" strax innan Nirvana började spela in låten och han valde titeln "Sliver" eftersom han visste att folk i allmänhet felaktigt skulle stava den som "Silver". Cobain kallade "Sliver" för "den mest skrattretande poplåt jag någonsin skrivit" och han sade att han ville skriva fler låtar som "Sliver". Cobain sade även att med "Sliver" ville han dra ett streck över vad som hade varit och istället visa på den nya musikaliska riktning som Nirvanas var på väg i. Låten beskrevs av Keith Cameron från MOJO som en vändpunkt i Nirvanas karriär eftersom den på ett helt nytt sätt visade den inspiration bandet hade fått från popmusiken. Enligt Cameron har "Sliver" en "enkelspårig melodi, påträngande refräng [samt en] lätt [och] gripbar låttext om ett universellt barndomstrauma [...]." Även Douglas Wolk från Rolling Stone ansåg att "Sliver" handlar om barndom, vilket var ett centralt tema i många av Nirvanas låtar. Wolk skrev att låttexten "framkallar de smärre kränkningarna av ungdomlig vanmakt [...] och ett fanatiskt raseriutbrott i refrängen."
Efter att singelversionen av "Sliver" tagit slut spelas ett 45 sekunder långt telefonsamtal mellan Poneman och Novoselic. Nirvana valde "Dive" som B-sida, då de redan hade den låten tillgänglig från en tidigare inspelningssession med Butch Vig den 2–6 april 1990 i Smart Studios i Madison, Wisconsin. CD-versionen av singeln innehöll även liveversioner av "About a Girl" och "Spank Thru".

## Lansering och mottagande

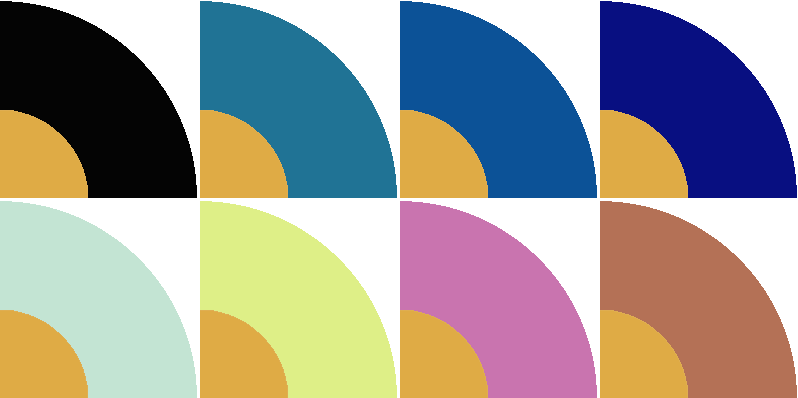
Singelskivan för "Sliver" lanserades i många olika färger.

"Sliver" lanserades den 31 augusti 1990 i USA via Sub Pop och i januari 1991 i Storbritannien via Tupelo Recording Company. Den första amerikanska upplagan av singeln släpptes i 3 000 kopior medan den brittiska 7"-upplagan av singeln begränsades till 2 000 kopior. Den 14 april 2015 lanserade Newbury Comics en nytryckt 7"-upplaga av "Sliver", begränsad till 1 000 kopior, där singelskivan var färgad till hälften blå och till hälften rosa. "Sliver" nådde som bäst plats 19 i USA, men kom även med på topplistor i Storbritannien och Irland. "Dive" släpptes 1991 på samlingsalbumet The Grunge Years och både "Sliver" och "Dive" kom 1992 med på Nirvanas samlingsalbum Incesticide. Sliver: The Best of the Box är uppkallad efter "Sliver" och samlingsalbumets namn bestämdes av Cobains och Courtney Loves dotter Frances Bean Cobain.
Everett True var positiv i sin recension i Melody Maker, där han skrev att trots att "Sliver" musikaliskt sett hade en del problem ville han särskilt lyfta fram låtens melodi. True skrev även att den enda anledningen till att han inte valde "Sliver" till veckans singel för tidskriften var på grund av att tre ännu bättre singlar hade lanserats samma vecka. Keith Cameron från MOJO skrev att Nirvana aldrig spelade in en annan låt som lät som "Sliver" och att detta bekräftade Peters inflytande på Cobain och Novoselic, vilka Cameron ansåg vara en enhetlig trio. Peters själv tyckte att "Sliver" var en bra låt som mer eller mindre skrev sig själv.
"Sliver" kom 2004 på plats 6 när New Musical Express listade de tjugo bästa Nirvana-låtarna någonsin och 2011 placerade tidskriften låten på plats 2 på listan "Nirvana: Ten Best Songs". Institutionen Rock and Roll Hall of Fame and Museum placerade "Sliver" på plats 5 på deras lista "10 Essential Nirvana Songs", där de skrev att "[l]åten utan ansträngning kopplar ihop en tuggummipopshandling och sound med den drivande rock och svidande sång som blev bandets kännetecken." "Sliver" hamnade på plats 7 på Stereogums lista "The 10 Best Nirvana Songs" från 2014, plats 5 på listan "10 Best Nirvana Songs" av Loudwire, plats 13 på listan "15 Greatest Nirvana Songs" av Slant Magazine och plats 4 på "10 Best Nirvana Songs" av Diffuser.fm.

## Musikvideo
Musikvideon till "Sliver" regisserades av Kevin Kerslake, som tidigare hade regisserat bandets musikvideor till singlarna "Come as You Are", "Lithium" och "In Bloom". Trots att singeln släpptes redan 1990 spelades inte musikvideon in förrän i mars 1993, då i syfte att marknadsföra Incesticide. Under 1992 hade Cobain fått intresse för att göra något annat än att bara spela musik med Nirvana och tillsammans med Kerslake diskuterade han möjligheten att spela in en film. Efter att ha tillbringat tid tillsammans i Los Angeles tog de sig till Cobains hus i Seattle, där de stannade i en vecka. Kerslake hade med sig en Super 8-videokamera och då alla medlemmar i Nirvana var på plats spelade de in musikvideon för "Sliver" i Cobains källare; Kerslake har i efterhand sagt att han inte minns om det var han som pressade bandmedlemmarna att spela in musikvideon eller om det var planerat från första början. Kerslake kommenterade även att skivbolaget inte verkade visa något större intresse för inspelningen av "Sliver" och att han fick spela in musikvideon på egen hand utan hjälpen av ett filmteam.
Musikvideon börjar med att visa en dansande Frances Bean Cobain, som vid tidpunkten ännu var ett spädbarn, och kameran filmar sedan Cobain, Novoselic och Dave Grohl i ett mindre rum. Rummet är fyllt med tidskrifter, affischer och leksaker däribland en cymbalspelande leksaksapa som Cobain hade fått i present av det japanska punkrockbandet Shonen Knife. The Visible Man, anatomidockan som förekommer på singelns framsida, syns även mot slutet av musikvideon.

## Coverversioner
Flera artister har gjort coverversioner av "Sliver". Weezer har uppträtt med låten live och bandet sångare, Rivers Cuomo, har sagt att Nirvanas musik har haft ett stort inflytande på honom och att "Sliver" var den första låt han hörde med dem, vilken inspirerade honom att skriva liknande låtar själv. Asylum Street Spankers släppte sin version av låten 2007 på Mommy Says No! och året därpå lanserade Les Savy Fav sin coverversion av "Sliver" på After the Balls Drop. 2010 släpptes både Greg Adkins samt Caspar Babypants versioner av låten på Epic Failures Volume 1 respektive This is Fun!. Reggaeartisten Little Roy har tolkat "Sliver" på sitt Nirvana-inspirerade album Battle for Seattle och denna coverversion, tillsammans med "Dive", lanserades 2011 som en 7"-singel i en begränsad upplaga på 500 kopior av Ark Recordings. Rise Against lanserade sin coverversion på samlingsalbumet Long Forgotten Songs: B-Sides & Covers 2000–2013. Andra artister och band som har tolkat "Sliver" är We Are the Ocean och The Gaslight Anthem.

## Låtlista
Alla låtar är skrivna och komponerade av Kurt Cobain, om inte annat anges. 
| Nr | Titel  | Kompositör              | Längd |
| -- | ------ | ----------------------- | ----- |
| 1. | Sliver |                         | 2:13  |
| 2. | Dive   | Cobain, Krist Novoselic | 3:53  |

| 1. | Sliver                     |                   | 2:13 |
| 2. | Dive                       | Cobain, Novoselic | 3:53 |
| 3. | About a Girl (liveversion) |                   | 2:29 |
| 4. | Spank Thru (liveversion)   |                   | 2:58 |

## Topplistor
| Land eller världsdel | Högsta listplacering |
| -------------------- | -------------------- |
| Irland               | 23                   |
| Storbritannien       | 90                   |
| USA                  | 19                   |